# Riccardo Di Segni
Riccardo Shemuel Di Segni (Roma, 13 novembre 1949) è un medico e rabbino italiano, dal 2001 rabbino capo della Comunità ebraica di Roma.

## Biografia
Figlio del medico partigiano Mosè Di Segni, è laureato in medicina e chirurgia. Ha continuato a esercitare anche la sua professione di medico fino al 2014, come direttore di dipartimento di diagnostica per immagini (radiologia) all'ospedale San Giovanni di Roma. Ha conseguito il titolo di rabbino presso il Collegio Rabbinico Italiano nel 1973 e come rabbino capo di Roma occupa la cattedra rabbinica più importante in Italia. Membro del Consiglio direttivo dell'Assemblea dei Rabbini d'Italia dal 1999 al 2007 e Vice presidente della Conferenza Rabbinica Europea, dal 2010. Direttore del Collegio Rabbinico Italiano, dal 1999.
Tra gli anni novanta e l'inizio degli anni duemila è stato un importante collaboratore della Lux Vide per la realizzazione del ciclo di fiction Le storie della Bibbia, facendo parte del comitato di esperti di religione ebraica. Nel 2010 ha invece polemizzato con la Lux Vide, a causa della miniserie televisiva Sotto il cielo di Roma, ritenuta da Di Segni "una patacca propagandistica, un'opera apologetica", perché a suo dire la fiction non mostra tutti gli aspetti storici relativi a papa Pio XII.

### Dialogo interreligioso
È attivo nel dialogo in particolare con la Chiesa cattolica. Ha incontrato e stabilito relazioni amichevoli con i papi da Giovanni Paolo II. Ha accolto nella Sinagoga di Roma papa Benedetto XVI nel gennaio 2010. Ha visitato la Grande Moschea di Roma nel marzo 2007. È intervenuto con posizioni critiche in numerosi dibattiti generali, da quelli sulle modalità del dialogo ebraico cristiano, alla laicità delle istituzioni. Ha espresso critiche sulla rappresentazione della sinfonia corale organizzata ad Auschwitz dal Cammino Neocatecumenale nel 2013.

## Pubblicazioni
- Le unghie di Adamo, Napoli 1981, studi di antropologia culturale ebraica
- Il Vangelo del Ghetto, Roma 1985, sulle leggende ebraiche su Gesù e le origini del cristianesimo
- Catalogue of the Manuscripts of the Library of the Collegio Rabbinico Italiano, Bar Ilan University 1990
- Noten Taam Leshevach, Roma 1998 (sul significato delle regole alimentari, in ebraico)
- Guida alle regole alimentari ebraiche, in tre edizioni successive (1976, 1986, 1996), progressivamente ampliate
- Autore di più di 40 pubblicazioni in riviste specializzate su temi di letteratura talmudica, paleografica, manoscritti e incunaboli ebraici, rapporti tra ebraismo e cristianesimo, diritto, bioetica, esposizione e interpretazione di riti, tradizioni locali, testo e narrazioni aggadiche, anche con applicazione di metodiche antropologiche-culturali, note storiche
- Autore di numerosi articoli e interviste su temi di cultura e pensiero ebraico su giornali e riviste a diffusione nazionale e nella stampa ebraica, interviene frequentemente in trasmissioni radiofoniche e televisive RAI. Cura a mesi alterni la parte ebraica di "Ascolta si fa sera" su RAI 1 dall'ottobre 2000.
- "Bibbia ebraica - Pentateuco e Haftaroth" Editore: La Giuntina (2001). Tale opera è il frutto di studi esegetici compiuti in collaborazione con insigni Rabbini e Maestri in Israele.
- Ha collaborato alla traduzione italiana del Talmud babilonese[5]

### Bioetica
Si è dedicato alla promozione della conoscenza della bioetica ebraica presso il pubblico italiano con pubblicazioni su riviste scientifiche ("Fecondazione artificiale e bioetica ebraica", Rassegna Mensile di Israel, 1993, pp. 187-194; "La clonazione alla luce dell'etica ebraica", Rassegna Mensile di Israel, 1998, pp. 1-20), lezioni, relazioni a convegni e partecipazioni a tavole rotonde organizzati da ordini professionali, associazioni laiche e religiose, società scientifiche. È vicepresidente del Comitato Nazionale per la Bioetica.

## Filmografia
- Il mistero di Dante (2014), di Louis Nero, interpreta sé stesso a fianco del Premio Oscar F. Murray Abraham.